# ヨゼフ・ブルシク
ヨゼフ・ブルシク（Bursik、1911年9月11日 - 2002年6月30日）は、チェコスロバキアの軍人。少将。

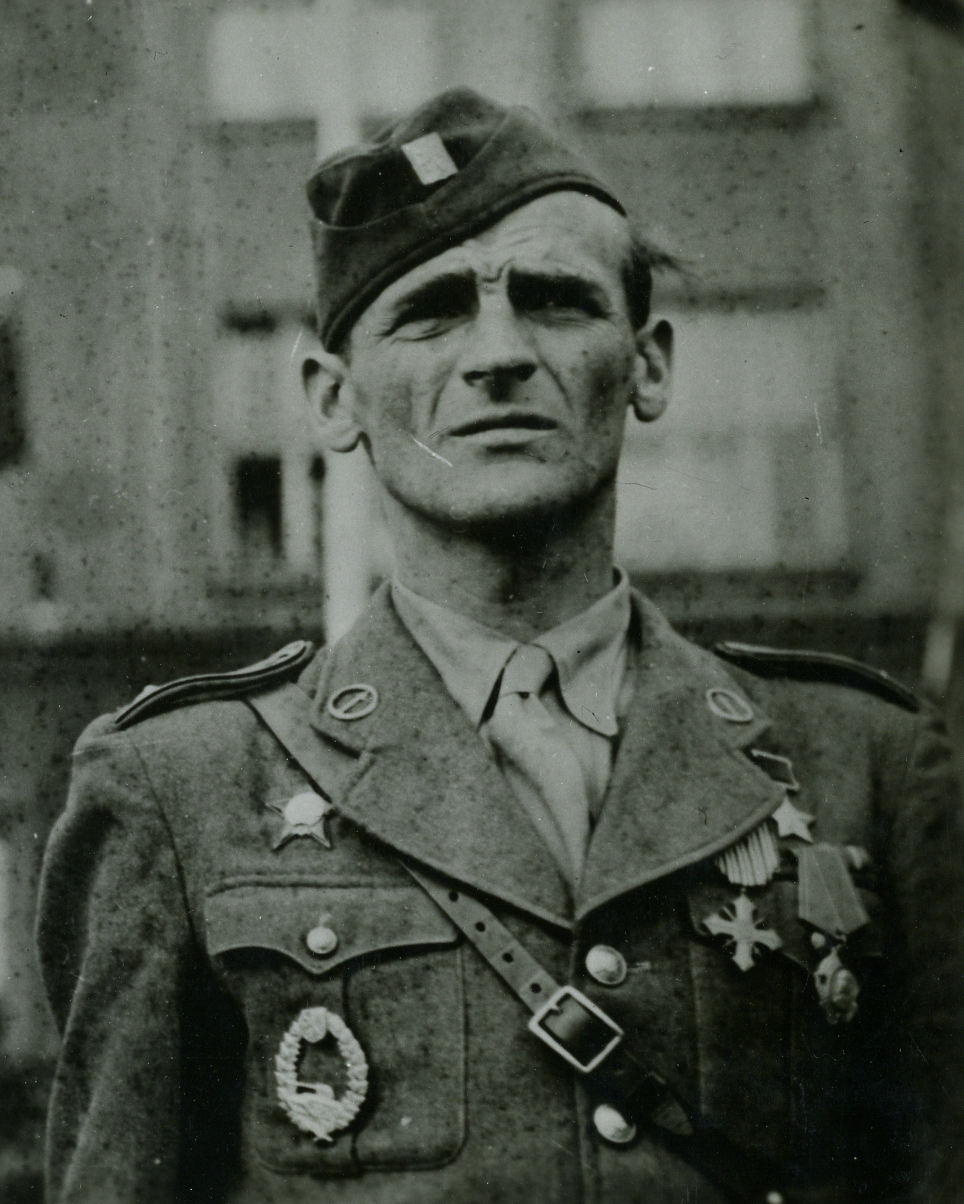
Josef Buršík (1945)

## 経歴

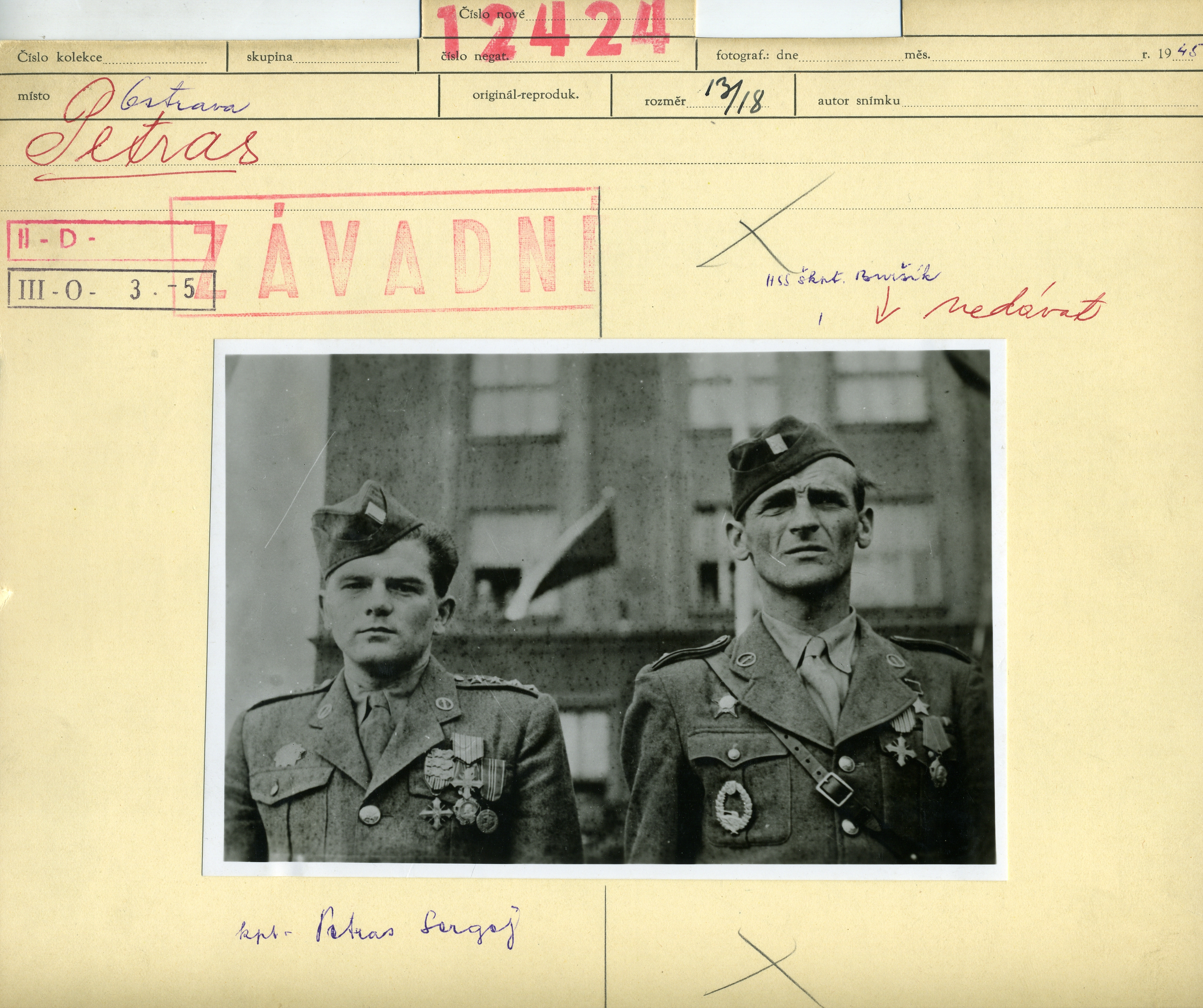
Card with photos of Capt. Sergei Petras and Capt. Josef Buršík. Photograph taken during a military parade in Ostrava, in 1945.

チェコ人。ドイツによるチェコ併合後、1939年にポーランドに移住。第二次世界大戦勃発後、ソ連に渡りチェコスロバキア人部隊に加わった。
1942年、ルドヴィーク・スヴォボダ大佐の第1独立チェコスロバキア大隊に入隊。戦車中隊長として、キエフの戦いに参加。1943年11月5日、ブルシクのT-34中隊は、キエフ市内に突入し、1600までに「ボリシェヴィキ」工場に進出した。この際、現地女性よりドイツ軍陣地の火点を通報され、搭乗車「ジーシュカ」（Жижка）で敵の対戦車火器を沈黙させ、工場の奪取に貢献した。この功績により、1943年12月21日、ブルシクにソ連邦英雄称号とレーニン勲章が授与された。
その後、ベーラヤ・ツェーコフィ、ジャシュコフを転戦。1944年春に創設された第1チェコスロバキア軍団において、カルパチア・ドゥクリン作戦に参加し、スロバキア、モラビアで戦い、チェコスロバキアを解放した。第1チェコスロバキア戦車旅団第2戦車大隊長、大尉として終戦を迎えた。
1948年～1949年、ブルシクは政治的理由により禁固刑を言い渡されたが、脱走に成功し、イギリスに亡命した。
1990年、ビロード革命後、名誉回復され、少将に昇進した。
2002年6月30日、イギリスのノーザンプトンで死去。

## パーソナル
ソ連邦英雄。レーニン勲章、赤星勲章を受章。